# SoundKonverter
soundKonverter es un frontend para varios programas de codificación y decodificación de sonido. Es extensible a través de plugins y está diseñado para KDE, por lo que posee capacidades de integración con este.
Sus aspectos más destacables son la extensa variedad de formatos que admite y su sencilla interfaz a través de la cual pueden realizarse multitud de operaciones a golpe de ratón.
Está disponible en inglés, alemán, francés, español, ruso, polaco y portugués.

## Características principales
- Conversión de audio
- Normalización
- Ripeo de CD, incluido el ripeo multipista en un solo archivo de audio final con cue incluido para su posible posterior grabación a CD audio o reproducción a través de Amarok
- Lectura y escritura de etiquetas (tags)
- Extensible a través de plugins
- Interacción con Amarok y kio_audiocd

### Backendsadmitidos
- Audio: oggenc/oggdec, lame, gogo, faac/faad, mppenc/mppdec, flac, mac, mplayer, ffmpeg, shorten, ttaenc, bonk, ofr, ofs, wavpack, lac, lpac, speexenc/speexdec, timidity
- Replay Gain: vorbisgain, mp3gain, aacgain, replaygain (MusePack), metaflac, wvgain
- Ripeando CD: kio_audiocd, cdda2wav, cdparanoia

## Formatos admitidos

### Codificando
ogg, mp3, mp2, m4a, aac, mpc, flac, ape, ra, ac3, au, shn, tta, bonk, ofr, ofs, wv, la, pac, spx, wav WPL

### Decodificando
ogg, mp3, mp2, m4a/mp4, aac, 3gp, mpc/mp+, flac, ape, wma, asf/asx, ra, rv, rm, avi, mpeg, wmv, qt/mov, flv, ac3, au/snd, shn, tta, bonk, ofr, ofs, wv, la, pac, spx, mid, it, wav WPL